# Kamimuria sparsula
Kamimuria sparsula és una espècie d'insecte pertanyent a la família dels pèrlids.